# Gastón Martirena
Gastón Nicolás Martirena Torres, noto semplicemente come Gastón Martirena (Montevideo, 5 gennaio 2000), è un calciatore uruguaiano, difensore del Racing Club.

## Carriera
Cresciuto nel settore giovanile del Liverpool (M), debutta in prima squadra il 24 marzo 2021 in occasione dell'incontro di Primera División Profesional de Uruguay perso 4-1 contro il Montevideo City Torque.

## Statistiche

### Presenze e reti nei club
Statistiche aggiornate al 2 aprile 2025.
| Stagione             | Squadra              | Campionato           | Campionato | Campionato | Coppe nazionali | Coppe nazionali | Coppe nazionali | Coppe continentali | Coppe continentali | Coppe continentali | Altre coppe | Altre coppe | Altre coppe | Totale | Totale |
| Stagione             | Squadra              | Comp                 | Pres       | Reti       | Comp            | Pres            | Reti            | Comp               | Pres               | Reti               | Comp        | Pres        | Reti        | Pres   | Reti   |
| -------------------- | -------------------- | -------------------- | ---------- | ---------- | --------------- | --------------- | --------------- | ------------------ | ------------------ | ------------------ | ----------- | ----------- | ----------- | ------ | ------ |
| 2020                 | Liverpool (M)        | PD                   | 2          | 0          | -               | -               | -               | CS                 | 0                  | 0                  | SU          | -           | -           | 2      | 0      |
| 2021                 | Liverpool (M)        | PD                   | 24         | 3          | -               | -               | -               | CL                 | 0                  | 0                  | -           | -           | -           | 24     | 3      |
| 2022                 | Liverpool (M)        | PD                   | 33+1       | 1          | CU              | 2               | 0               | CS                 | 2                  | 0                  | -           | -           | -           | 38     | 1      |
| gen.-lug. 2023       | Liverpool (M)        | PD                   | 20         | 4          | CU              | 0               | 0               | CL                 | 6                  | 0                  | SU          | 1           | 0           | 27     | 4      |
| Totale Liverpool (M) | Totale Liverpool (M) | Totale Liverpool (M) | 79+1       | 8          |                 | 2               | 0               |                    | 8                  | 0                  |             | 1           | 0           | 91     | 8      |
| ago.-dic. 2023       | Racing Club          | -                    | -          | -          | CA+CdL          | 1+9             | 0+1             | CL                 | 3                  | 0                  | -           | -           | -           | 13     | 1      |
| 2024                 | Racing Club          | PD                   | 23         | 3          | CA+CdL          | 1+4             | 0               | CS                 | 10                 | 3                  | -           | -           | -           | 38     | 6      |
| 2025                 | Racing Club          | PD                   | 11         | 1          | CA              | 0               | 0               | CL                 | 1                  | 0                  | RS          | 2           | 0           | 14     | 1      |
| Totale Racing Club   | Totale Racing Club   | Totale Racing Club   | 34         | 4          |                 | 15              | 1               |                    | 14                 | 3                  |             | 2           | 0           | 65     | 8      |
| Totale carriera      | Totale carriera      | Totale carriera      | 114        | 12         |                 | 17              | 1               |                    | 22                 | 3                  |             | 3           | 0           | 156    | 16     |

## Palmarès

### Club

#### Competizioni nazionali
- Supercopa Uruguaya: 1

Liverpool (M): 2023

#### Competizioni internazionali
- Coppa Sudamericana: 1

Racing Club: 2024
- Recopa Sudamericana: 1

Racing Club: 2025